# Saint-Clair-du-Rhône
Saint-Clair-du-Rhône is een gemeente in het Franse departement Isère (regio Auvergne-Rhône-Alpes). De plaats maakt deel uit van het arrondissement Vienne. Saint-Clair-du-Rhône telde op 1 januari 2022 3.678 inwoners. 

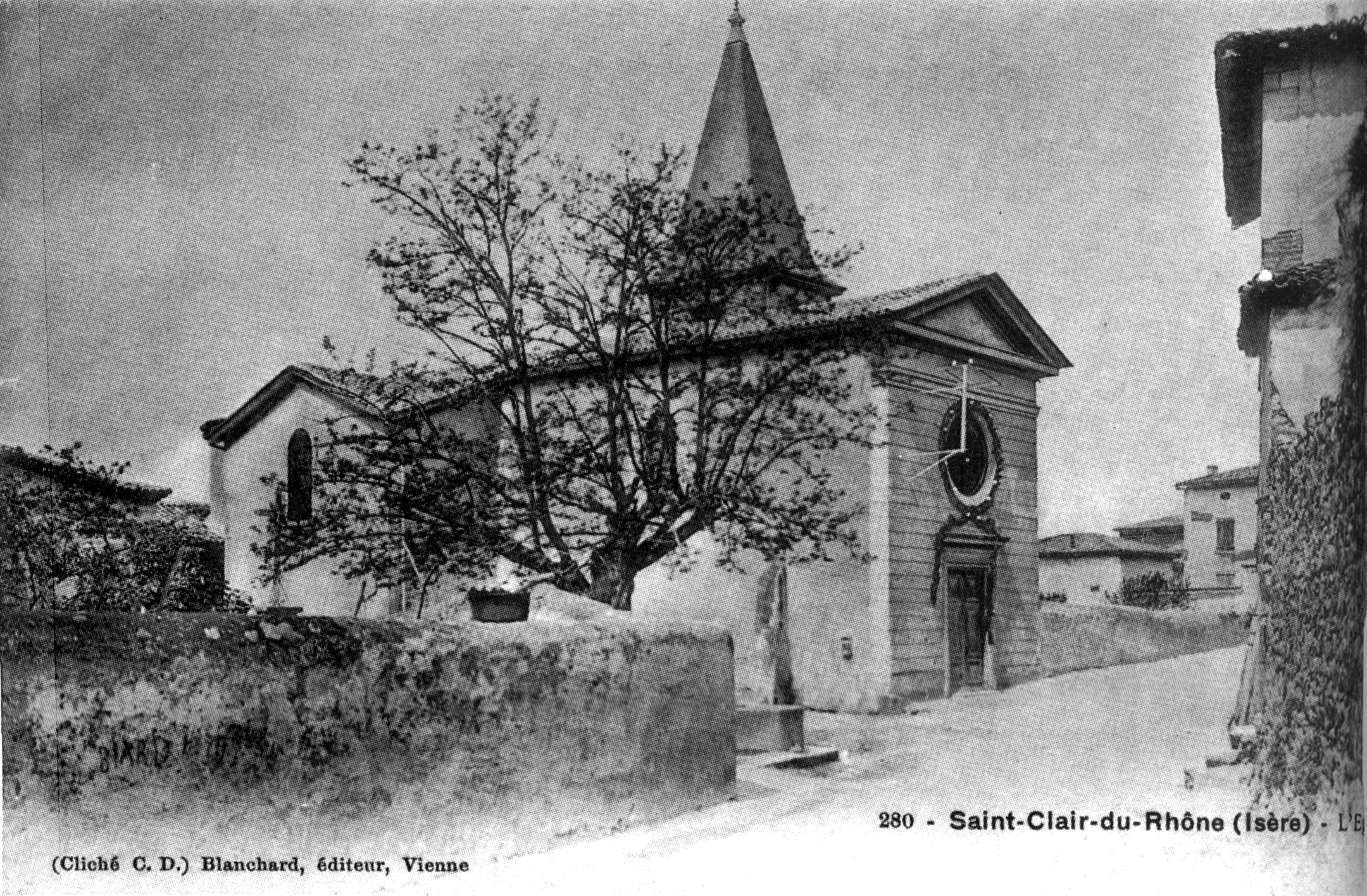
Kerk van Saint-Clair-du-Rhône in 1906
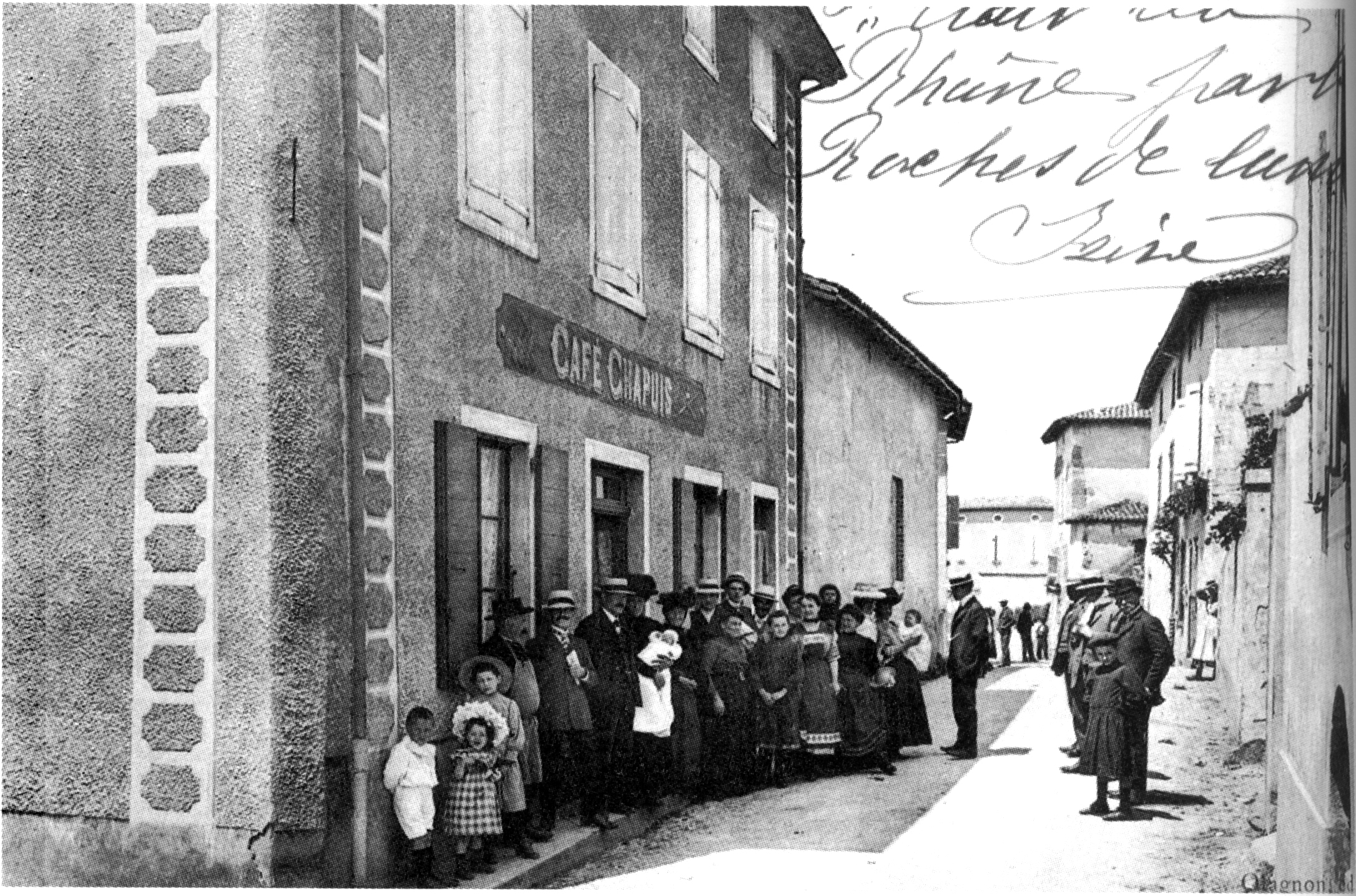
Saint-Clair-du-Rhône, 1908

## Geografie
De oppervlakte van Saint-Clair-du-Rhône bedroeg op 1 januari 2022 7,16 vierkante kilometer; de bevolkingsdichtheid was toen 513,7 inwoners per km².

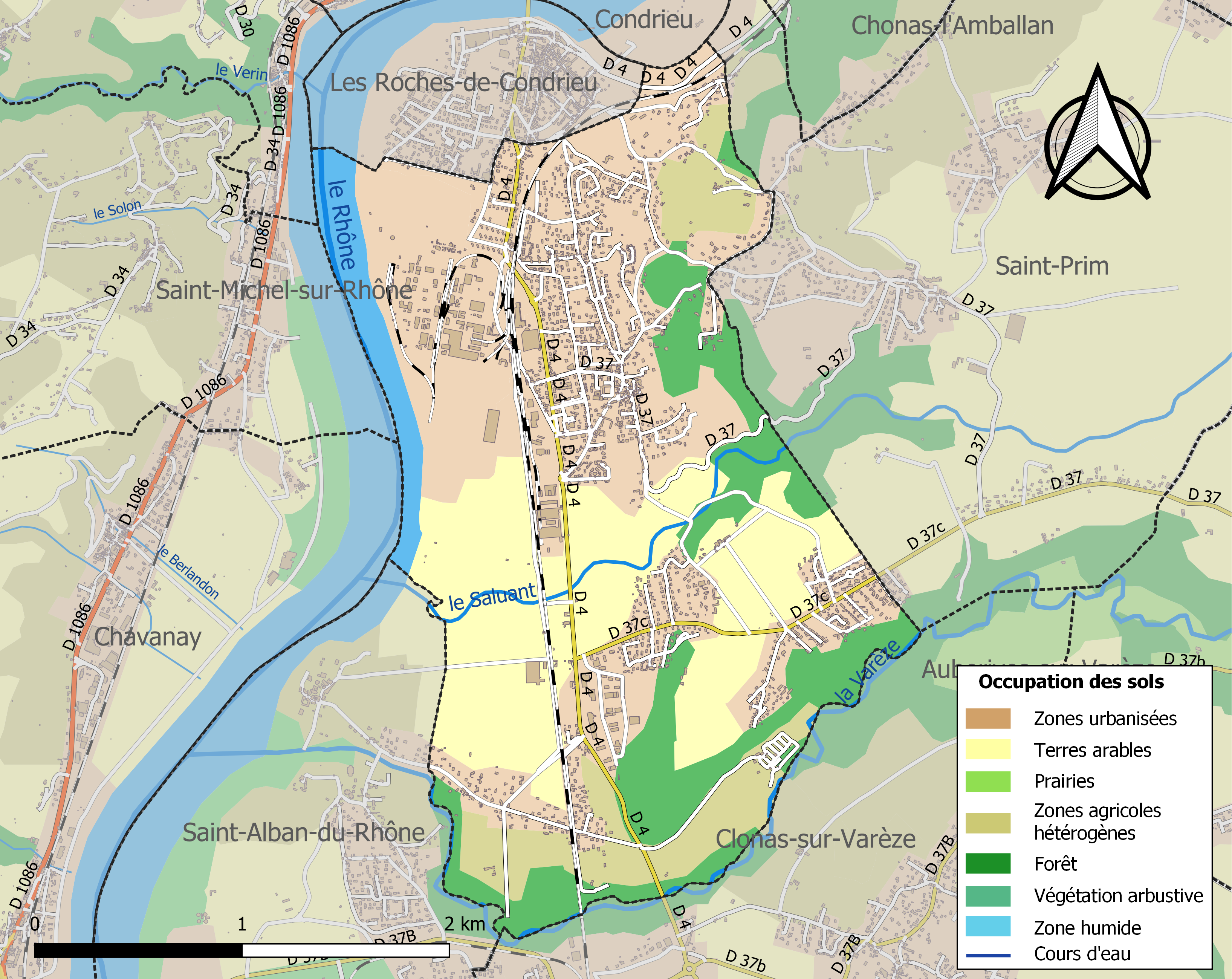
Kaart van de gemeente met de belangrijkste infrastructuur, bodemgebruik en omliggende gemeenten

## Verkeer en vervoer
In de gemeente ligt spoorwegstation Saint-Clair-Les Roches.

## Demografie
Onderstaande figuur toont het verloop van het inwonertal (bron: INSEE-tellingen).